# Klitisk partikel
Klitisk partikel (från grekiska verbet klínein (att luta)) är ett språkbegrepp som är en blandning mellan ett affix och ett fritt morfem. Kännetecken  är bland annat att den är fonologiskt bunden (men intar inte en syntaktisk funktion), oftast har den en grammatisk innebörd snarare än en lexikal, tillhör slutna klasser som pronomen och hjälpverb, oftast placeras initialt eller finalt på ord och inte tar hänsyn till syntaktisk funktion på det ord den placeras på.
Det som är mest utmärkande för en klitisk partikel är att den verkar på frasnivå och därmed kan förändra frasens struktur. Exempelvis går det för de flesta svensktalande inte att säga *"Kungens av Danmark bröstkarameller" även om det är kungens karameller det handlar om, utan man måste på frasnivå flytta på genitiv-s för att meningen ska bli korrekt ("kungen av Danmarks bröstkarameller").
Den klitiska partikelns ursprung är ett resultat av en grammatikalisering. Tidigare kan det ha varit ett lexem som förlorat sin ursprungliga betydelse och nötts ner fonetiskt, blivit oftare använd, blivit mer bundet och även obligatoriskt. Ett exempel på detta är den klitiska partikeln ’ll på engelska som är grammatikaliserad ur will och där betydelsen har bleknat från "vilja" till att utgöra en form för futurum (kommer att).
I romanska språk som italienska, används klitiska partiklar främst för demonstrativor i tredje person singular, och för personliga pronomen i första och andra person singular. Den klitiska partikeln anpassar sig (t ex) till ett utvalt verb och följer därefter det verbets syntaktiska regler. På italienska går det inte att säga *"Carlo saluta lo" ("Carlo hälsar på honom"), utan den klitiska partikeln måste stå före verbet ("Carlo lo saluta").
När en klitisk partikel placeras i början av ett ord kallas den proklitisk (engelska "proclitic"); "la conozco" ("jag känner henne") på spanska. Placeras den klitiska partikeln finalt kallas den enklitisk (engelska "enclitic"), exempel på detta finns i bulgariska, "Ne raboti li toj?" (jobbar han inte?).
Utöver genitiv-s som ofta ses som en klitisk partikel finns det ytterligare fall i svenska. I meningen "Jag såg 'na inte" antas  'na vara en klitisk partikel eftersom den omöjligt kan vara en reducerad form av pronomenet "hon" eller "henne". Istället tros partikeln härstamma från fornsvenskans hana.
I V2-språk måste den andra enheten i en sats vara antingen ett hjälpverb eller ett finit verb. I tagalog (austronesiskt språk) bör den andra positionen istället intas av ett pronomen eller en partikel (tagalog är verbinitialt). Klitiska partiklar placeras därför oftast på andra position direkt efter huvudverbet (engelska "second position clitics"). Exempel på detta syns i följande mening, "Nagtatrabaho rin ho ba kayo roon?" (Jobbar [du] herrn också här?), där rin "också", och ho, som markerar honorfiskhet, båda är partiklar.
I turkiska är en vanlig klitisk partikel mi vars typiska funktion är att skapa ja- eller nej-frågor. Frågan "spelade Ali kort?" blir på turkiska "Ali iskambíl mi oynadi?". Skulle mi falla bort i denna mening skulle den istället bli ett påstående: "Ali spelade kort" (ordagrant, Ali kort spelade).